# الجهاز المركزي للتعمير (مصر)
الجهاز المركزي للتعمير هو هيئة خدمية عامة تابعة لوزارة الإسكان والمرافق والمجتمعات العمرانية الجديدة في مصر، وهو مسئول عن تنفيذ سياسة الدولة والاهتمام بالبناء والتعمير وإنشاء شبكة متكاملة من البنية الأساسية، وظهرت فكرة إنشاء أجهزة التعمير لدعم سرعة دراسة مشاكل واحتياجات الإقليم ووضع أنسب الحلول لها وتنفيذها، والجهاز المركزي للتعمير عبارة عن وحدة مركزية وتتبعها مراكز إقليمية، لكل مركز مهامه واختصاصاته حسب طبيعة الإقليم.
يعمل الجهاز في مجال إنشاء الطرق التنموية، المساهمة في مشروعات مياه الشرب والصرف الصحي، إقامة مجتمعات تنموية في المناطق النائية، الإسهام في تطوير العشوائيات، معاونة الوزارات والمحافظات في الإشراف على تنفيذ مشروعاتها بما يساهم في تحقيق أهداف التنمية العمرانية والاقتصادية والاجتماعية للدولة.

## الأجهزة التابعة
- جهاز تعمير القاهرة الكبرى
- جهاز تعمير وسط وشمال الصعيد
- جهاز تعمير جنوب الصعيد
- جهاز تعمير البحر الأحمر
- جهاز تعمير سيناء ومدن القناة
- جهاز تعمير الساحل الشمالي الأوسط
- جهاز تعمير الساحل الشمالي الغربي
- جهاز تعمير الوادي الجديد
- الجهاز التنفيذي للمشروعات المشتركة
- جهاز تجديد القاهرة الإسلامية والفاطمية
- جهاز التدريب الإنتاجي على التشييد والبناء[3]

## المشروعات التي تم تنفيذها

### جهاز تعمير القاهرة الكبري
أنشئ الجهاز بالقرار الوزاري رقم 45 لسنة 1975 بهدف المساهمة في حل المشاكل التي تعاني منها القاهرة الكبرى
أولاً: حل مشاكل الكثافة المرورية العالية على الطرق المقامة.
ثانياً: إنشاء محاور وطرق جديدة إلى وسط القاهرة وخارجها لتخفيف الحركة المرورية وخدمة المناطق الصناعية.
ثالثاً: إنشاء الوحدات السكنية والمساهمة بالإشراف على الوحدات التي تقيمها محافظة القاهرة والجهات الأخرى وكذلك الأنشطة المختلفة من مصانع ومستشفيات ومبانٍ عامة.
أهم مشروعات الجهاز لعام 2012\2013
المشروع الأول يتمثل في استكمال تنفيذ القوس الجنوبي من الطريق الدائري الإقليمي من طريق الفيوم إلى طريق الكريمات بطول 48 كيلومترا،
المشروع الثاني استكمال تنفيذ القوس الجنوبي للطريق من طريق الكريمات حتى طريق العين السخنة بطول 36 كيلومتراً،
المشروع الثالث خاص بالقوس الجنوبي من الطريق الدائري من طريق العين السخنة حتى طريق السويس بطول 29 كيلومتراً.
المشروع الرابع استكمال مشروع تطوير شمال الجيزة وإعادة استخدام أرض مطار إمبابة “مرحلة أولى”، وهذا المشروع يتضمن استكمال المنطقة السكنية، وحديقة المطار، وتطوير وامتداد محور أحمد عرابي والربط بالطريق الدائري.
وتشمل المنطقة السكنية المذكورة 3136 وحدة سكنية بإجمالي 160 عمارة شاملة المرافق والمباني الخدمية.

### جهاز تعمير وسط وشمال الصعيد
يختص الجهاز بالدراسة والإشراف على تنفيذ كافة مشروعات التنمية التي يتقرر تنفيذها بمنطقة وسط وشمال الصعيد والتي تشمل محافظات: أسيوط، المنيا، بنى سويف، الفيوم.
مشروعات الجهاز
- مقترح مشروع إعادة استخدام المياه المعالجة الناتجة من محطة معالجة الصرف الصناعي في زراعة غابة شجرية.
- إمداد منطقة رأس الأدبية بعتاقة بالمرافق (مياه، صرف، كهرباء، تليفون)
- استكمال المرحلة الثانية من خط مياه قطر 900الصعيد

تاقة – الأدبية) من ترعة السويس حتى منطقة شمال خليج السويس.
- إنشاء محطة تنقية مياه لتغذية منطقة شمال خليج السويس بالبحرالأحمر.

### جهاز تعمير البحر الأحمر
مهام الجهاز
- تنفيذ مشروعات مياه الشرب (خطوط مياه، شبكات توزيع مياه بالمدن، محطات تحلية مياه البحر، خزانات للمياه)
- تنفيذ مشروعات الطرق داخل المدن والطرق الدائرية حول المدن والطرق التي تخدم وتحقق التنمية السياحية والدينية والترفيهية.
- كيلومتراً مساكن توطين البدو حتى يمكن تقديم الخدمات التعليمية والصحية لهم، وأيضاً تعليمهم حرفاً أخرى خلاف حرفة الرعي، ورفع مستوى معيشتهم ومحو أميتهم.
- تقديم المشورة والمعونة الفنية لمدن المحافظة وكذلك مديريات الخدمات بالمحافظة.
- بالإضافة إلى بعض المشروعات المتنوعة (مبان إدارية، معاهد أزهرية، مراكز ثقافية، مصانع ثلج، ميناء صيد)

أهم مشروعات الجهاز للعام المالي 2012/2013
المشروع الأول رصف الطرق الداخلية بقرية أبو رماد بعرض 7 أمتار، وذلك لربط قرى توطين البدو بحلايب بالطرق الرئيسية.
المشروع الثاني يتضمن تنفيذ 50 وحدة توطين بالشيخ الشاذلي.
المشروع الثالث تنفيذ 32 وحدة توطين برأس حدربة.
المشروع الرابع يتم فيه تنفيذ 70 وحدة توطين بقرى أبو الغصون، عرب صالح، والأبرق.
وفي نوفمبر 2013 أعلن جهاز تعمير البحر الأحمر عن مناقصات تنفيذ 1000 وحدة سكنية في مدينة رأس غارب بتكلفة 75 مليون جنيه، فيما تسلم الجهاز قطعة أرض مساحتها 6.3 أفدنة من المحافظة لإقامة 500 وحدة سكنية ضمن مشروع “المليون وحدة” بتكلفة 50 مليون جنيه.

### جهاز تعمير سيناء ومدن القناة
مهام واختصاصات الجهاز
- رفع الكثافة السكانية بسيناء إلى 3 ملايين نسمة بحلول عام 2017.
- ربط سيناء بالوطن الأم والقضاء على عزلتها السابقة نهائياً.
- دعم سيناء لكونها خط الدفاع الشرقي عن مصر.
- توفير مياه الشرب النظيفة الكافية وذلك عن طريق حفر الآبار، ومد مياه النيل إلى سيناء، وإقامة محطات التحلية والتنقية، ومد خطوط أنابيب المياه، وإنشاء شبكات المياه بالمدن.
- إقامة مشروعات صرف صحي متكاملة بجميع مدن سيناء.
- إقامة شبكة طرق حديثة ومؤمنة تربط جميع أنحاء سيناء وتجعل التنقل داخل سيناء أمراً سهلاً ومؤمناً وممتعاً في نفس الوقت، وربط تلك الشبكة بوادي النيل من خلال الأنفاق والكباري والمعديات والمعابر والعبارات والموانئ.
- نشر الخدمات الأساسية بكل أنحاء سيناء مثل المستشفيات، نقاط المرور، الإسعاف، أقسام الشرطة، المطافئ، الأسواق التجارية، المدارس والمعاهد، مراكز التدريب، المباني الحكومية، ودور العبادة.
- توفير الوحدات السكنية حسب طبيعة المكان والتجمعات السكنية من إسكان اقتصادي وقرى بدوية.
- إقامة محطات وشبكات الكهرباء في المدن والقرى الرئيسية بسيناء.

أهم مشروعات الجهاز :
تنفيذ وإنشاء محاور عرضية وطولية تنموية جديدة لجذب السكان إلى خارج الدلتا؛ من أجل حماية الأراضي الزراعية الحالية، وتقليل كثافة السكان، وإيجاد فرص عمل إضافية، والوصول إلى تعداد بسيناء يصل إلى 3 ملايين نسمة بحلول عام 2017 (عام الهدف):
- المحور الساحلي الشمالي: من رفح حتى بورفؤاد بطول حوالى 200 كيلومتر.
- المحور الأوسط: ويشمل قطاع وسط سيناء ونخل ووادي التكنولوجيا.
- المحور الجنوبي: ويمتد من السويس حتى طابا
- المحاور الطولية: وأهمها محور التنمية بطول شواطئ شبه الجزيرة على خليج السويس وخليج العقبة ومحور العريش حتى الحسنة.

### جهاز تعمير جنوب الصعيد
- الإشراف على تنفيذ خطط التعمير بمحافظات الصعيد في كافة مجالات الإسكان والطرق .
- الربط بين الخطة الاقتصادية والاجتماعية للدولة والتخطيط الإقليمي لمنطقة جنوب الصعيد.
- تنمية المناطق العمرانية الجديدة وإبراز مقوماتها سواء كانت أرضية أو سياحية أو تعدينية أو غير ذلك.
- إسناد المشروعات لمقاولي القطاعين العام والخاص وفقاً للقواعد المقررة بالقوانين واللوائح ووفقاً للبحوث والدراسات المعدة في هذا الشأن.
- التنسيق بين الجهات القائمة على تنفيذ المشروعات.
- ضبط النواحي المالية لتمويل المشروعات، والنواحي المحاسبية الخاصة بها، واقتراح الموازنات المالية للمشروعات.
- اتخاذ إجراءات تسليم المنشآت والمشروعات بعد إتمامها إلى الجهات صاحبة الاختصاص.

أهم مشروعات الجهاز للعام المالي 2012/20135
- تنفيذ المرحلة الثانية من مشروع قرى الظهير الصحراوي، وتتضمن هذه المرحلة إنشاء البنية الأساسية الخارجية والداخلية ونواة القرية الملائمة للتقاليد والعادات الريفية. وتستهدف هذه المرحلة تنفيذ من 50 إلى 100 منزل ريفي.
- رفع كفاءة الطريق الإقليمي الغربي “أسوان – أدفو” وتطوير الطريق بطول 40 كيلومتراً، وذلك بهدف خدمة وتنمية المناطق السياحية بالمنطقة والمساهمة في التنمية الشاملة لجنوب الوادي.

### جهاز تعمير الساحل الشمالي الأوسط
أنشئ الجهاز بالقرار الوزاري رقم 237 لسنة 1993، وهو الجهاز المنوط به تعمير وتنمية محافظات شمال الدلتا من الحدود الغربية لمحافظة بورسعيد وحتى الحدود الغربية لمحافظة الإسكندرية، ويشمل هذا النطاق محافظات: دمياط، الدقهلية، كفر الشيخ، الغربية، البحيرة، محافظة الإسكندرية.
أهم مشاريع الجهاز للعام المالي 62012/2013
- ربط مدينة السادات بطريق القاهرة/الإسكندرية الزراعي بطول حوالى 16 كيلومتراً، بما يشمل تنفيذ 12عملاً صناعياً و4 كباري علوية، بالإضافة إلى تنفيذ 8 كباري سطحية وعدد 5 مشايات.
- تنفيذ المرحلة الأولى من رافد أبو الروس/مطوبس/فوة بطول حوالى 34 كيلومتراً، وعرض 21 متراً، في اتجاهين مروريين، بكل اتجاه 3 حارات مرورية، وجزيرة وسطى، وذلك بهدف نقل الحركة مباشرة من الطريق الدولي الساحلي ومحافظتي كفر الشيخ والبحيرة لخدمة مناطق المزارع السمكية والمناطق الزراعية، والمنطقة الصناعية الجديدة بمطوبس.
- المشروع الثالث يتمثل في خطة جهاز تعمير الساحل في تطهير وتعميق بحيرة البرلس كمرحلة أولى من خلال إزالة البوص من البحيرة بمساحة 1395 فداناً، وذلك بهدف حل مشكلات البحيرة وعودة دورها كمصدر رئيسي للثروة السمكية.
- أما المشروع الرابع فيتمثل في تنفيذ الطريق الدائري غرب الجمالية بطول حوالى 2.7 كم وعرض 17 متراً، ويشمل عمل كوبرى سطحي، ومزلقان سكة حديد، بهدف نقل حركة النقل ثقيل بين مراكز الإنتاج بالمحافظات وميناء دمياط لتكون مباشرة دون المرور داخل الكتلة السكنية لمدينة الجمالية.

### جهاز تعمير الساحل الشمالي الغربي
تنفيذ مشروعات التعمير طبقاً للرؤية الإستراتيجية للتنمية العمرانية للساحل الشمالي الغربي في المجالات الأتية:
- الطرق الإستراتيجية والمحاور التنموية لخلق تجمعات جديدة وتوصيل المناطق النائية بالمناطق العمرانية.
- رفع المستوى الاجتماعي والاقتصادي والبيئي للمواطنين (مكافحة التصحر وتنمية القرى البدوية، تنمية المرأة البدوية، إنشاء أبار وسدود ودورات مياه واستصلاح أراضي، التغذية بمياه الشرب النقية، الصرف الصحي)

أهم مشاريع الجهاز للعام المالي 72012/2013
- تنفيذ طريق سيوة/الواحات البحرية بطول 360 كيلومتراً وعرض 11 مترا، بهدف الاستفادة من الأراضي القابلة للزراعة، وربط واحة سيوة والواحات البحرية بمحاور الوادي الجديد والقاهرة، علاوة على تشجيع السياحة والسياحة العلاجية والإسهام في التنمية السياحية.
- ويتمثل المشروع الثاني لجهاز التعمير الغربي في رفع كفاءة وتطوير طريق الجارة/بئر النص بطول 110 كيلومترات، وذلك بهدف ربط واحة الجارة بطريق مطروح/ سيوة وتنمية المناطق الواقعة على جانبي الطريق، والاستفادة من المياه المعدنية المتوافرة بالواحة.

### جهاز تعمير الوادي الجديد
محافظة الوادي الجديد من المحافظات الواعدة في التنمية الشاملة فهي تمثل 47٪ من مساحة جمهورية مصر العربية وتتكون من أربعة مراكز هي الخارجة، الداخلة، الفرافرة، باريس.
وتربط محافظة الوادي الجديد بمحافظات وادى النيل شبكة من الطرق في الجنوب: طريق بغداد/الأقصر، طريق درب الأربعين/أسوان في الوسط، طريق الخارجة/أسيوط في الشمال، طريق الداخلة/القاهرة والخارجة/القاهرة.
– أولاً: محافظة الوادي الجديد
- منطقة تعمير الخارجة: وهي تخدم مركزي الخارجة وباريس والقرى التابعة لهما من قرية المنيرة شمالاً حتى الزيات غرباً بطول 125 كيلومتراً، وإلى باريس جنوباً حتى درب الأربعين بطول 180 كيلومتراً.
- منطقة تعمير الداخلة: تخدم مركزي الداخلة وبلاط والقرى التابعة لهما من قرية تنيدة شرقاً حتى غرب الموهوب غرباً بطول 100 كيلومتر.
- منطقة تعمير الفرافرة: تخدم مركز ومدينة الفرافرة وقراها من قرية أبو منقار في الجنوب حتى سهل قروين وسهل بركة في الشمال الشرقي بطول 150 كيلومتراً.

– ثانياً: محافظة الجيزة
- منطقة تعمير الواحات البحرية: تخدم مركز ومدينة البويطى والقصر والقرى التابعة لهما من الحيز جنوباً حتى منديشة في الشمال بطول 90 كيلومتراً.

أهم مشروعات الجهاز
- طريق يربط بين مركز الفرافرة بمحافظة الوادي الجديد ومركز ديروط بمحافظ أسيوط بطول 260 كيلومتراً
- طريق يربط بين مركز بلاط بمحافظة الوادي الجديد ومركز ديروط بمحافظ أسيوط بطول 240 كيلومتراً
- طريق يربط بين مركز الخارجة بمحافظة الوادي الجديد والكوامل بمحافظ سوهاج بطول 170 كيلومتراً بدلاً من 350 كيلومتراً.
- طرق داخلية بمراكز المحافظة بإجمالي طول 40 كيلومتراً.

مشروع إنشاء مبنى المدينة الجامعية (المبنى الخامس).
- مشروع إنشاء قرية أرض الملك بمدينة باريس.
- مشروع إنشاء قرية بسهل قروين بالفرافرة.
- توريد وحدات توليد كهربائية بقدرات مختلفة للقرى المحرومة طبقاً لاحتياجات المحافظة.

### الجهاز التنفيذي لتجديد أحياء القاهرة الفاطمية
قامت منظمة اليونسكو باختيار مدينة القاهرة الإسلامية باعتبارها تراثاً ثقافياً عالمياً لا مثيل له يمتد تاريخه لأكثر من ألف عام، وقد تعرضت المدينة القديمة إلى متغيرات عمرانية قوية وخطيرة يمكن أن تتسبب في انهيار كامل وشامل لهذا النسق الحضري الفريد وهذا التراث المعماري الرائع، الأمر الذي دعا إلى ضرورة السيطرة على حركة التغيير من خلال سياسة شاملة للارتقاء والتحسين لهذه المناطق. ونظراً لأن نجاح أي سياسة للتنمية والتطوير تعتمد بصورة أساسية على تحديد المسئوليات والاختصاصات من خلال جهة رسمية تنفيذية تتولى بحث ودراسة ووضع السياسات والخطط والبرامج وخطط الجهات الأخرى المختلفة والمتداخلة مع نطاق عمل الجهاز بهذه المشروعات؛ لذا فقد صدر القرار الوزاري رقم 493 لسنة 1990 بإنشاء الجهاز التنفيذي لتجديد أحياء القاهرة الإسلامية والفاطمية على أن يكون أحد الأجهزة التنفيذية التابعة لوزارة التعمير ويتولى هذا الجهاز كافة المسئوليات والاختصاصات المشار إليها.
في 2012 وتنفيذاً لمبادرة المليون وحدة سكنية، اشتركت أجهزة التنمية والتعمير في المبادرة، علي النحو التالي

## رؤساء الجهاز
- محمود أحمد فهمي نصار (2019 - حتى الآن)
- مصطفى خليل إبراهيم العجوز (2017 - 2018)
- محمد ناصر حسين بدر (2013 - 2017)
- لمحمد أحمد القاضي (2012 - 2013)
- محمود مغاوري محمد علي (2008 - 2012)
- سيد عبد العزيز (2004 - 2008)
- أحمد زكي عابدين (2000 - 2004)
- حازم عبد الرحمن العبد (1993 - 1994).[4]

## وصلات خارجية
- الموقع الرسمي للجهاز.
- الصفحة الرسمية للجهاز على موقع فيس بوك.